# Prokalotermes hagenii
Prokalotermes hagenii (лат.) — ископаемый вид термитов рода Prokalotermes (семейство Kalotermitidae). Обнаружен в эоценовых отложениях Флориссанта (США, Колорадо). Возраст находки около 35 млн лет. Один из древних видов термитов.

## Описание
Среднего размера термиты. Длина переднего крыла 15,5 мм, размер тела 12,0×2,1 мм. Вид Prokalotermes hagenii был впервые описан в 1883 году Сэмюэлем Хаббардом Скаддером (Samuel Hubbard Scudder; 1837—1911, американским энтомологом, палеонтологом и коллекционером, открывшим и описавшим примерно 2000 видов членистоногих) вместе с таксонами Parotermes insignis, Zootermopsis coloradensis, Reticulitermes fossarum, Proelectrotermes fodinae  и другими. Среди синонимов: Parotermes hagenii, Prokalotermes hageni. Сестринские таксоны: Prokalotermes alderensis Lewis 1977, Kalotermes, Electrotermes.